# Universe Apollo
Universe Apollo var ett tankfartyg sjösatt 1959. Hon var med sin dödvikt på 114 356 ton det första tankfartyg att överskrida 100 000 tons-gränsen. Hon byggdes i Kure i Japan för Universe Tankships Inc. Dimensionerna var 277,9 x 41,3 m och lastad kunde hon göra 15,5 knop.